# Ancherythroculter
Az Ancherythroculter  a csontos halak (Osteichthyes) főosztályának sugarasúszójú halak (Actinopterygii)  osztályába, a pontyalakúak (Cypriniformes) rendjébe, a pontyfélék (Cyprinidae) családjába, és az Cultrinae alcsaládjába tartozó nem.

## Rendszerezés
A nembe az alábbi 5 faj tartozik:
- Ancherythroculter daovantieni
- Ancherythroculter kurematsui
- Ancherythroculter lini
- Ancherythroculter nigrocauda
- Ancherythroculter wangi